# Numidotherium
Genre
Espèces de rang inférieur
- Numidotherium koholense, Jaeger 1986
- Numidotherium savagei, Court, 1995

Numidotherium est un genre éteint de proboscidiens qui a vécu durant le milieu de l'Éocène dans le nord de l'Afrique, il y a 46 millions d'années.

## Historique
L'espèce Numidotherium koholense est connue par un squelette presque complet trouvé en 1986 sur le site d'El Kohol, dans le sud de l'Algérie.
Une nouvelle espèce, Numidotherium savagei, a été découverte en 1995 avec un autre proboscidien, Barytherium grave, sur le site de Dor el Talha, en Libye.

## Liste d'espèces
Selon BioLib (27 février 2021) :
- Numidotherium koholense Jaeger, 1986 †
- Numidotherium savagei Court, 1995 †